# Rossif Sutherland
Rossif Sutherland (Vancouver, 25 settembre 1978) è un attore canadese.

## Biografia
Secondo figlio dell'attore Donald Sutherland e dell'attrice Francine Racette, ha un fratello maggiore, Roeg, e un fratello minore, Angus. È inoltre fratellastro dei gemelli Rachel e Kiefer Sutherland, nati dal precedente matrimonio del padre con Shirley Douglas. Il suo primo nome deriva dal regista Frédéric Rossif.
Debutta nel 2003 nel film Timeline - Ai confini del tempo di Richard Donner, dove interpreta il ruolo del giovane archeologo francese François Dontelle. Tra 2003 e il 2004 interpreta il ruolo ricorrente di Lester Kertzenstein nella decima stagione di E.R. - Medici in prima linea. Ottiene il suo primo ruolo da protagonista in Poor Boy's Game, dove interpreta un pugile dilettante in cerca di redenzione dopo anni di carcere. Nel 2009 recita in High Life con Timothy Olyphant, per cui ottiene una candidatura al Genie Award come miglior attore non protagonista.
Nel 2012 fa parte del cast della seconda stagione della serie televisiva King, mentre dal 2013 interpreta il ruolo ricorrente di Nostradamus nella serie televisiva Reign.

## Vita privata
È sposato con l'attrice britannica Celina Sinden, conosciuta durante le riprese di Reign, con cui ha avuto un figlio.

## Filmografia

### Cinema
- Timeline - Ai confini del tempo (Timeline), regia di Richard Donner (2003)
- Red Doors, regia di Georgia Lee (2005)
- I'm Reed Fish, regia di Zackary Adler (2006)
- Poor Boy's Game, regia di Clement Virgo (2007)
- High Life, regia di Gary Yates (2009)
- L'artista della truffa (The Con Artist), regia di Risa Bramon Garcia (2010)
- Pour l'amour de Dieu, regia di Micheline Lanctôt (2011)
- I'm Yours, regia di Leonard Farlinger (2011)
- Dead Before Dawn 3D, regia di April Mullen (2012)
- Big Muddy, regia di Jefferson Moneo (2014)
- Hellions, regia di Bruce McDonald (2015)
- Hyena Road, regia di Paul Gross (2015)
- River, regia di Jamie M. Dagg (2015)
- Giochi di potere (Backstabbing for Beginners), regia di Per Fly (2018)
- Guest of Honour, regia di Atom Egoyan (2019)
- Possessor, regia di Brandon Cronenberg (2020)
- Le spie di Churchill (A Call to Spy) regia di Lydia Dean Pilcher (2020)
- The Retreat, regia di Pat Mills (2021)
- Orphan: First Kill, regia di William Brent Bell (2022)

### Televisione
- E.R. - Medici in prima linea (ER) – serie TV, 11 episodi (2003-2004)
- Detective Monk (Monk) – serie TV, episodio 4x01 (2005)
- Being Erica – serie TV, 1 episodio (2011)
- Living in Your Car – serie TV, 1 episodio (2011)
- Flashpoint – serie TV, 1 episodio (2011)
- King – serie TV, 13 episodi (2012)
- The Listener – serie TV, 1 episodio (2012)
- L'ultima mossa dell'assassino (An Officer and a Murderer), regia di Norma Bailey – film TV (2012)
- Copper – serie TV, 2 episodi (2013)
- Cracked – serie TV, 1 episodio (2013)
- Crossing Lines – serie TV, 4 episodi (2013-2014)
- Reign – serie TV, 20 episodi (2013-2015)
- Unité 9 – serie TV, 3 episodi (2014)
- Covert Affairs – serie TV, 4 episodi (2014)
- Haven – serie TV, 3 episodi (2015)
- The Expanse – serie TV, 2 episodi (2016)
- Il Commissario Gamache - Misteri a Three Pines (Three Pines) – miniserie TV, 8 puntate (2022)
- Delitti e misteri a Gibsons (Murder in a Small Town) – serie TV, 8 episodi (2024)

## Doppiatori italiani
Nelle versioni in italiano delle opere in cui ha recitato, Rossif Sutherland è stato doppiato da:
- Edoardo Stoppacciaro in King, Reign, Giochi di potere
- Frédéric Lachkar in Timeline - Ai confini del tempo
- Andrea Lavagnino ne Il Commissario Gamache - Misteri a Three Pines
- Gabriele Lopez in L'artista della truffa
- Valerio Amoruso in Possessor
- Ruggero Andreozzi in Orphan: First Kill
- Gabriele Sabatini in Delitti e misteri a Gibsons